# Torite
Torite (em japonês:  取り手), ou tuidi (em oquinauense: 取手, manipulação, pegar co'as mãos), é o termo que identifica, no contexto das artes marciais japonesas, aquelas técnicas derivadas da imposição das mãos, isto é, aqueles golpes nos quais as mão são usadas não somente para aplicar socos ou pancadas como imobilizações (katame waza) e arremessos (nage waza). Na mesma cércea, o termo era usado, mormente antes do século VIII e por bastante tempo depois, também para designar aquelas artes marciais cujo cerne não era apegado ao manuseio de armas, havia sinonímia com o que viria a se tornar o jiu-jitsu. No âmbito do caratê, também refere-se às técnicas em que se segura o oponente, pero são técnicas meio, isto é, são golpes empregados com o escopo de auxiliar outro, na sequência. E assim sendo mais conveniente designar torite waza (取手 技). Ainda neste cenário, compreende um conjunto obscuro, estudado basicamente nas escolas tradicionalistas e ainda sob um rótudo de técnica secreta, vista quase que em exclusivo nos níveis mais avançados do kata.
- Ashidori (足取り): agarramento da perna
- Katatedori (片手取り): agarramento do pulso/mão[6]
- Kosadori (交叉取り): agarramento cruzado
- Katatekosadori (片手交叉取り): agarramento cruzado do pulso
- Katadori (肩取り): agarramento dos ombros/superior[7]
- Ryokatadori (両肩取り): agarramento de ambos os ombros
- Ryotedori (両手取り): agarramento de ambos os pulsos[7]
- Ryotemochi (両手持ち): imobilização de ambos os pulsos
- Tekubidori (手首取り): agarramento do punho
- Ushirodori (後ろ取り): agarramento por trás
- Ushirokatadori|後ろ肩取り}}): agarramento superior por trás
- Ushirokatatedori (後ろ片手取り): agarramento do pulso por trás